# Podkolenska mišica
Podkolenska mišica (latinsko musculus popliteus) je mišica, ki se uporablja za sprostitev kolena med tekom ali hojo.